# Jean-Baptiste van den Wiele
Jan Baptist Jozef (Jean-Baptiste Joseph) van den Wiele (Mechelen, 28 mei 1773 - 6 november 1830) was een advocaat en politicus.

## Levensloop
Hij was een zoon van Aimé van den Wiele (1745-1801) en Jeanne Husmans (1747-1816).
In 1785 werd hij burgemeester van Mechelen.
Hij trouwde in Mechelen in 1802 met Marie-Pétronille de Nelis (1782-1850). 
Hun zoon, Adolphe Van den Wiele (1803-1843), was ook politiek actief.